# Turesbach (Bodenwöhr)
Turesbach ist ein Ortsteil der Gemeinde Bodenwöhr im Oberpfälzer Landkreis Schwandorf (Bayern).

## Geografie
Turesbach liegt im Osten von Bayern in der Oberpfalz im Naturpark Oberer Bayerischer Wald, etwa 1,2 Kilometer westlich der Staatsstraße 2398 von Neunburg vorm Wald nach Bodenwöhr. Der Ort liegt auf 405 Meter Höhe am Fuße der Hohe Brunst. Östlich des Weilers fließt der am Eicherlberg entspringende Zengerbach vorbei, der in den Gleixnerbach mündet.

## Geschichte
1622 zählte Turesbach zum Besitz des Klosters Walderbach, wie aus Zinsbüchern zu entnehmen ist. In Düresbach gab es demnach einen Hof, eine Mühle und zwei Inwohner. 1762 zählt Turesbach zwei Herdstätten, vier Untertanen, die einer Herrschaft abgabenpflichtig waren und drei Inwohner, die also kein Haus oder keinen Grund hatten.

## Gemeindebildung
1820/21 entstand die Gemeinde Taxöldern mit 26 Familien, Pingarten mit 12 Familien und der Weiler Turesbach mit 3 Familien. In der Folgezeit gehörten zur Gemeinde Taxöldern die Orte Höcherhof, Kipfenberg, Pingarten, Turesbach und Ziegelhütte. Am 1. Juli 1972 wurde die Gemeinde Taxöldern im Zuge der Gebietsreform aufgelöst und wurde mit ihren Ortsteilen Höcherhof, Kipfenberg, Pingarten, Turesbach und Ziegelhütte in die Gemeinde Bodenwöhr eingegliedert.

### Einwohnerentwicklung
Einwohnerentwicklung in der Gemeinde Taxöldern, zu der Turesbach gehörte, von 1840 bis 1961:
| Jahr      | 1840 | 1861 | 1867 | 1871 | 1890 | 1900 | 1910 | 1919 | 1933 | 1939 | 1946 | 1950 | 1961 |
| Einwohner | 330  | 337  | 310  | 323  | 353  | 357  | 364  | 364  | 382  | 383  | 523  | 494  | 386  |